# Amt Schlieben
Urząd Schlieben (niem. Amt Schlieben) – urząd w Niemczech, leżący w kraju związkowym Brandenburgia, w Elbe-Elster. Siedziba urzędu znajduje się w mieście Schlieben.
W skład urzędu wchodzi pięć gmin:
1. Fichtwald
2. Hohenbucko
3. Kremitzaue
4. Lebusa
5. Schlieben